# Peter Madsen (auteur)
Pour les articles homonymes, voir Peter Madsen.
Peter Madsen (né le 12 mai 1958) est un auteur de bande dessinée danois connu en Scandinavie pour Valhalla, une série humoristique inspirée par l'Edda poétique dont 15 albums ont été publiés de 1979 à 2009.

## Publications françaises

### Bande dessinée
- Valhalla, Zenda :

1. La Rage d'Odin, 1990.
2. Quark le rebelle, 1990.
3. Au royaume des géants, 1991.

- Jésus de Nazareth, Delcourt, 1995.
- Souris, La Cour des miracles, 1999[1].
- L'Histoire d'une mère (d'après Hans Christian Andersen), Delcourt, coll. « Jeunesse », 2004.

### Tirage de luxe
- Valhalla  (ISBN 979-10-96315-35-2), éditions Caurette, 80 p., 2019.

## Prix
- 1992 :  Prix Sproing du meilleur album étranger pour Valhalla t. 8 : Frejas smykke
- 1995 :  Prix Unghunden pour sa contribution à la bande dessinée jeunesse en Suède
- 1996 :  Prix de la BD chrétienne remis dans le cadre du festival d'Angoulême pour Jésus de Nazareth
- 2003 :  Prix Sproing du meilleur album étranger pour Jésus de Nazareth
- 2010 :  Prix Adamson du meilleur auteur international pour l'ensemble de son œuvre